# 高岸寺

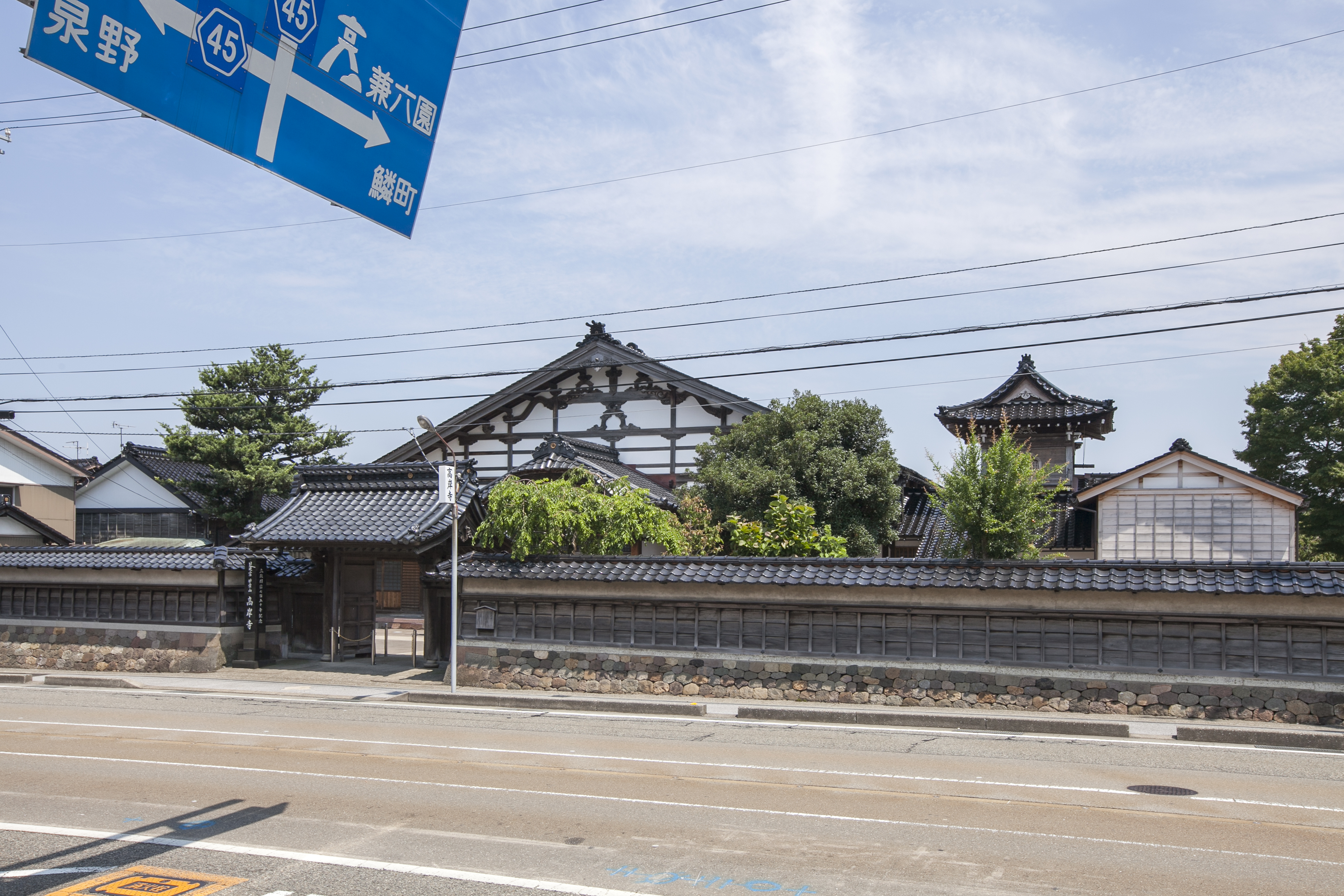
本堂と鐘楼

高岸寺（こうがんじ）は、石川県金沢市寺町5丁目にある日蓮宗の寺院。本堂と鐘楼が揃う寺の景観は寺町寺院群の中核をなし重要位置を占める。山号は妙栄山。旧本山は大本山本圀寺（六条門流）、勇師法縁。

## 歴史
前田家家臣の高畠石見守が一族の菩提寺として建立した。寛永13年（1636年）現在地に移転した。

## 金沢市指定文化財
- 本堂 : 日蓮宗寺院の方丈型大規模本堂の到達点を示す。建立は文久元年（1861年）。
- 鐘楼 : 祠堂上に載る重層建築で市内では類例がない。建立は寛政9年（1797年）以降。
  - 附 棟札七枚

## 参考資料
- 日蓮宗寺院大鑑編集委員会『宗祖第七百遠忌記念出版 日蓮宗寺院大鑑』大本山池上本門寺 (1981年)